# Kitasato Shibasaburō

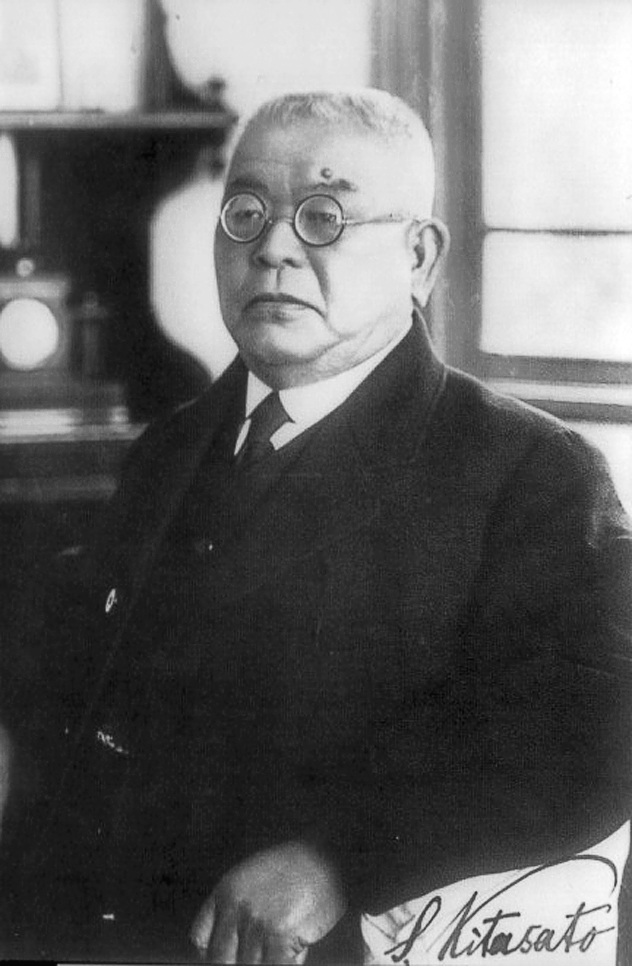
[Baron] Kitasato Shibasaburō

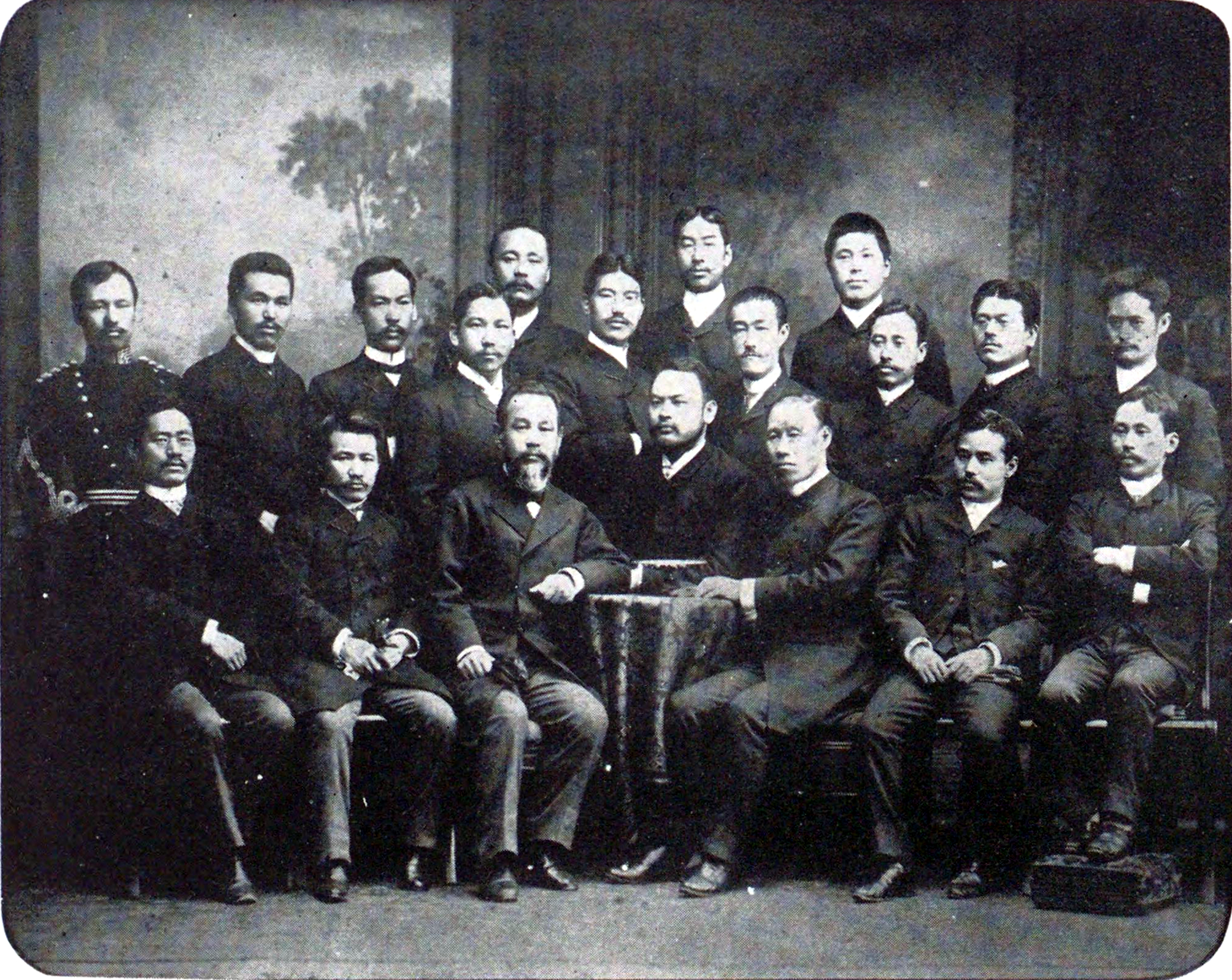
Kitasato unter den Japanern in Berlin 1888.

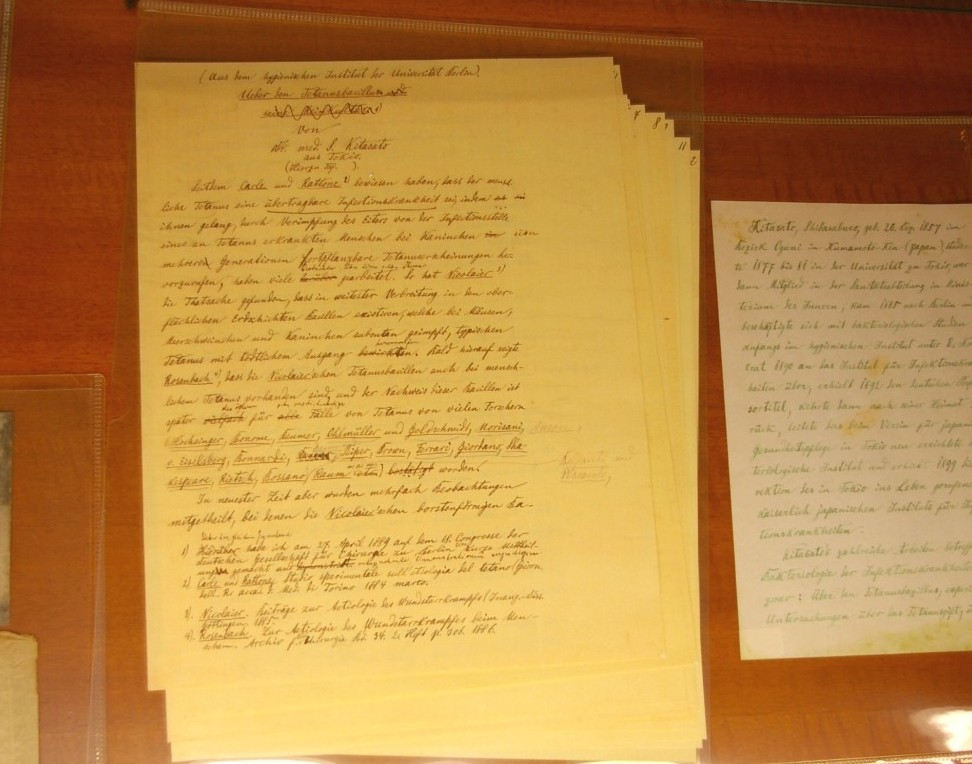
Kitasatos Tetanus-Manuskript aus dem Jahre 1889. Die Hinzufügungen stammen von Robert Koch

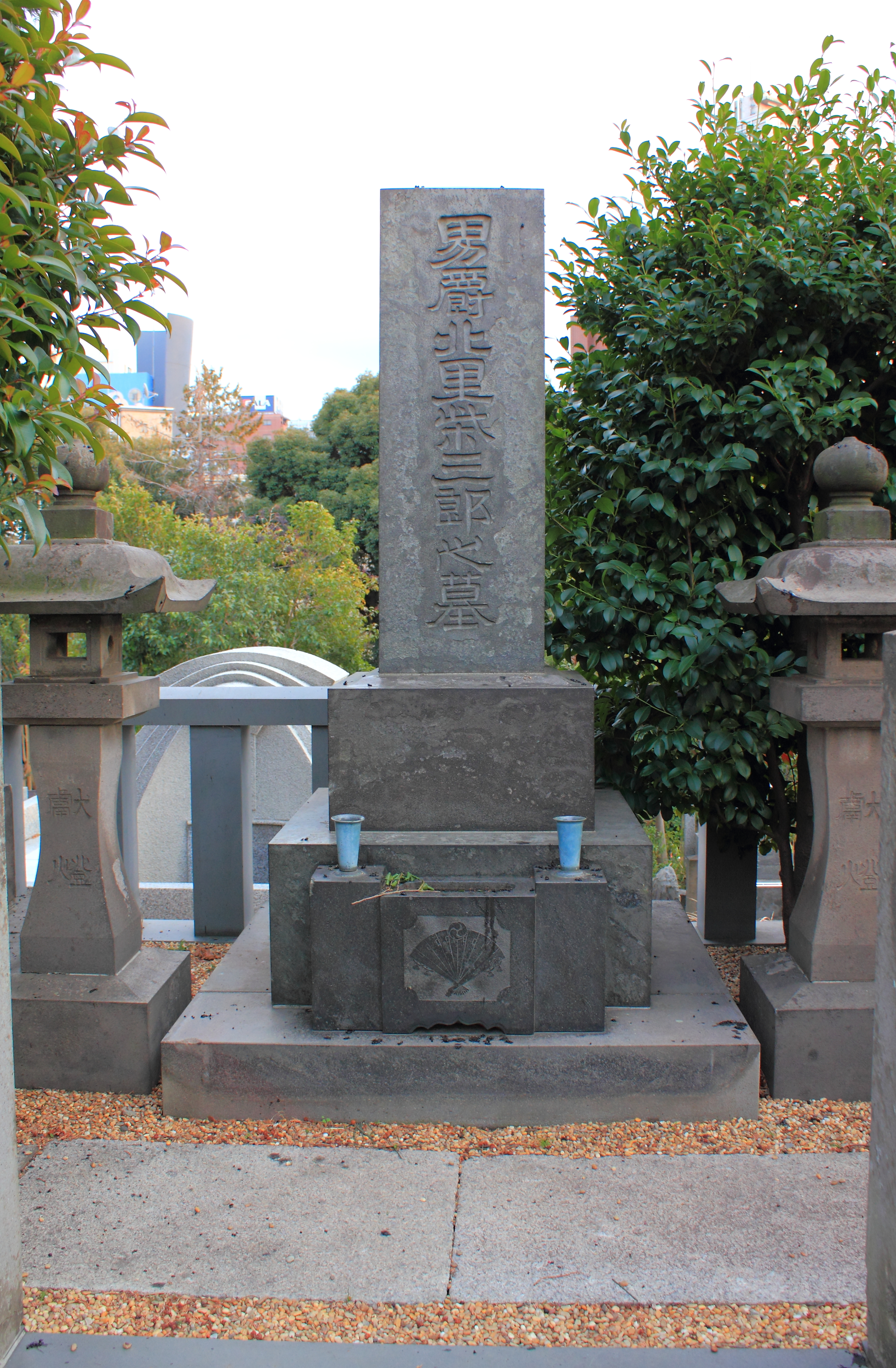
Kitasatos Grab auf dem Friedhof Aoyama

Kitasato Shibasaburō (japanisch 北里 柴三郎; * 29. Januar 1853 in Oguni, Aso-gun, Provinz Higo (heute: Präfektur Kumamoto); † 13. Juni 1931 in Tokio) war ein japanischer Arzt, Bakteriologe und Unternehmer. Er galt als Mitentdecker des Pestbazillus.

## Leben
Kitasato wurde gegen Ende der Edo-Zeit in einem kleinen Dorf als ältester Sohn des Dorfvorstehers Korenobu Kitasato geboren. Er hatte in seiner Jugend zunächst eine militärische Laufbahn im Auge, ging dann aber 1872 auf Anraten seiner Eltern nach Absolvierung der Jishūkan-Schule (時習館) der Domäne Kumamoto zur Medizinischen Schule Kumamoto. Hier lernte er den niederländischen Militärarzt Constant George van Mansvelt kennen, der als westlicher Fachmann eingeladen worden war, um sich der Modernisierung der ärztlichen Ausbildung anzunehmen. Mansvelt förderte den jungen Kitasato nach Kräften und empfahl bei seinem Weggang eine weitere Ausbildung in Tokio und später Europa.
1875 nahm Kitasato ein Studium an der Medizinischen Schule Tokio (Tōkyō igakkō, 東京医学校, ab 1877 Medizinische Fakultät der Kaiserlichen Universität Tokio) auf, das er 1883 mit der Promotion zum Igakushi abschloss. Danach ging er zunächst an das von Nagano Sensai geleitete Gesundheitsamt des Innenministeriums, wo er bei Ogata Masanori (緒方正則, 1853–1919) als Forschungsassistent arbeitete. Ogata war kurz zuvor aus Deutschland zurückgekehrt und hatte das erste japanische Labor für Bakteriologie eingerichtet.
Auf Anraten und mit der Förderung durch Ogata ging Kitasato 1885 nach Berlin, wo er gemeinsam mit Emil von Behring in Robert Kochs Labor arbeitete. Dort untersuchte er die Erreger des Tetanus (Wundstarrkrampf) und der Diphtherie. 1889 gelang es ihm als Erstem, Clostridium tetani, das Wundstarrkrampf verursachende Bakterium, in einer Reinkultur anzuzüchten. Gemeinsam mit Emil von Behring bewies er 1890 die Wirkung von Antitoxinen gegen Tetanus und Diphtherie (Diphtherie-Antitoxin). Hierfür wurden sowohl von Behring als auch Kitasato für den ersten Nobelpreis für Physiologie oder Medizin im Jahr 1901 nominiert. Es wurde letztendlich nur Emil von Behring damit ausgezeichnet.
Im Jahr 1892 kehrte Kitasato nach Japan zurück und begann, unterstützt von privaten Förderern das außeruniversitäre Laboratorium Shirokane, eine Replik von Kochs Labor, aufzubauen.
Beauftragt vom japanischen Kaiser forschte Kitasato 1894 zeitgleich mit Alexandre Yersin in Hongkong nach dem Erreger der dort ausgebrochenen Pestepidemie. Die von ihm veröffentlichte Beschreibung des von ihm nach den Verfahren Robert Kochs isolierten und angezüchteten Erregers stellte sich später als Irrtum heraus, der wahrscheinlich auf Verunreinigung von Bakterienkulturen durch Pneumokokken zurückzuführen ist. Für einige Zeit galt Kitasato als Entdecker des Pesterregers, der heute jedoch nicht (entsprechend den Nomenklatur-Richtlinien) nach Kitasato, sondern nach Yersin Yersinia pestis genannt wird.
Im Jahr 1897 fand er zusammen mit seinem Studenten Kiyoshi Shiga den Erreger der Dysenterie, der nach diesem Shigella dysenteriae benannten Ruhrbazillus.

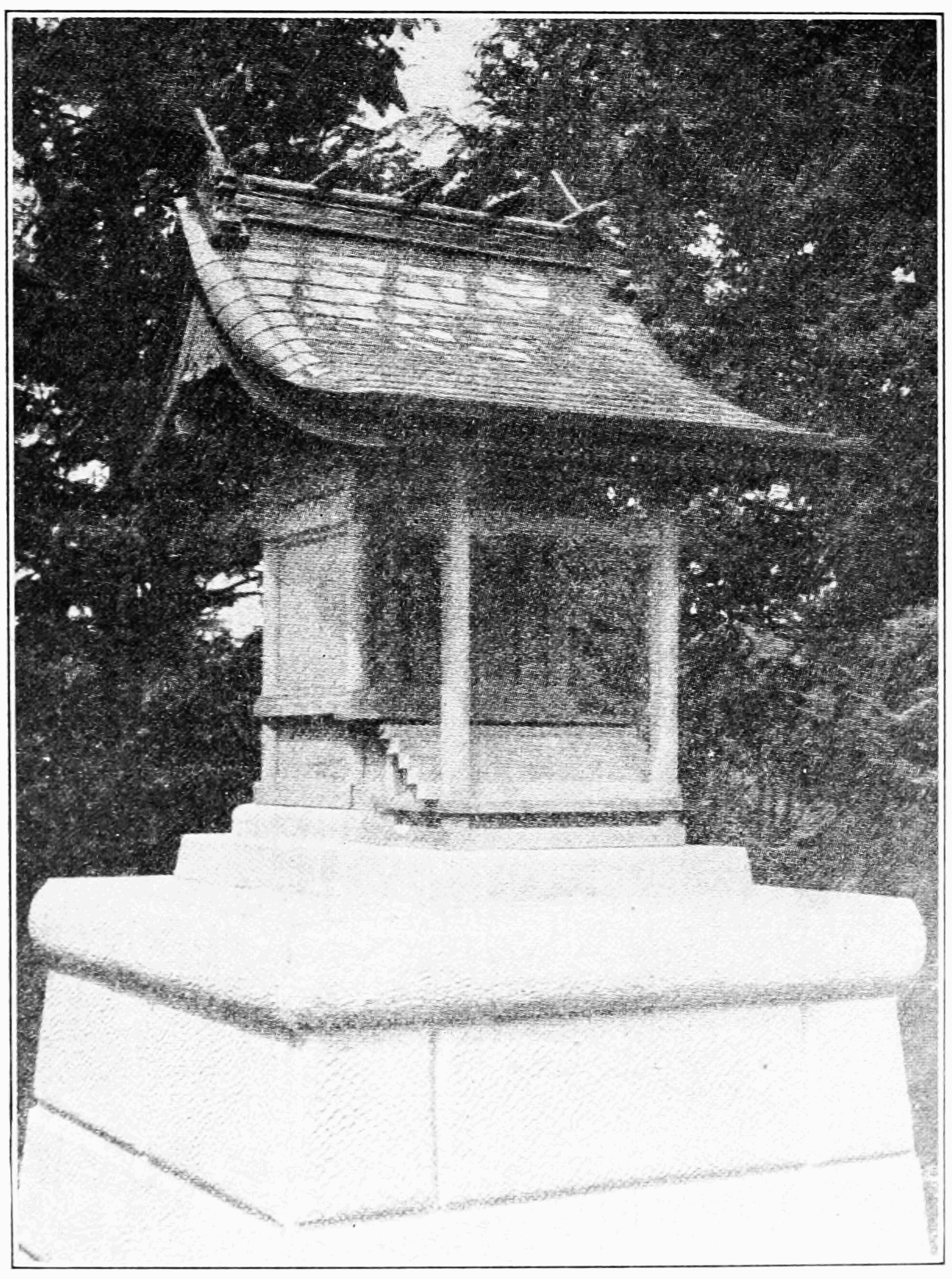
Von Kitasato für Robert Koch errichteter Schrein in Tokio

Im Sommer 1908 besuchte ihn sein Lehrer Robert Koch und besichtigte das nach dem Berliner Vorbild gestaltete Institut für Infektionskrankheiten. Zur Erinnerung an seinen 1910 gestorbenen Lehrer und zur Symbolisierung der deutsch-japanischen Beziehungen errichtete Kitasato einen Schrein in Tokio.
Im Jahre 1914 wurde das Institut für Infektionskrankheiten dann doch in die Universität Tokio integriert. Aus Protest trat er zurück, verließ mit vielen seiner Mitarbeiter seine Erstgründung und gründete 1915 das private Kitasato-Forschungsinstitut in Tokio, das heute noch als Teil des Freilichtmuseums Meiji Mura in Inuyama erhalten ist. Aus dieser Zweitgründung entwickelte sich dann die private Kitasato-Universität.
1921 gründete er zusammen mit anderen die Firma Terumo, deren Name sich vom deutschen Wort „Thermometer“ ableitet. Das erste zuverlässige Fieberthermometer wurde von Kitasato entwickelt.
Er wurde 1917 Dekan der Medizinischen Fakultät der Keiō-Universität und 1923 erster Präsident der japanischen Ärztevereinigung. Ab 1919/1920 war er maßgeblich an der Entwicklung und Strukturierung des japanischen Medizinalwesens beteiligt. Für seine Leistungen wurde er 1924 in den Adelsstand erhoben. Er erhielt den Titel eines Danshaku („Baron“) im japanischen Adelssystem. Im Jahr 1927 wurde er zum Mitglied der Leopoldina gewählt. Seit 1914 war er Mitglied der American Philosophical Society.
Er starb 1931 in seinem Haus in Tokio an einer Hirnblutung. Sein Grab befindet sich auf dem Friedhof Aoyama.